# Oscinisoma cognatum
Oscinisoma cognatum är en tvåvingeart som först beskrevs av Johann Wilhelm Meigen 1830.  Oscinisoma cognatum ingår i släktet Oscinisoma och familjen fritflugor. Arten är reproducerande i Sverige. Inga underarter finns listade i Catalogue of Life.